# Andy Chambers (sciatore)
Andy Chambers (1961) è un ex sciatore alpino statunitense.

## Biografia
Specialista delle prove veloci originario di Jackson, Chambers fece parte della nazionale statunitense dal 1979 al 1987; fu 2º nella classifica di discesa libera in Coppa Europa nella stagione 1982-1983 e in Nor-Am Cup nella stagione 1984-1985. Ai Campionati statunitensi vinse la medaglia d'argento nella medesima specialità nel 1985 e gareggiò anche in Coppa del Mondo, senza conseguire risultati di rilievo; non prese parte a rassegne olimpiche né ottenne piazzamenti ai Campionati mondiali.

## Palmarès

### Campionati statunitensi
- 2 medaglie (dati parziali):
  - 1 oro (combinata[1][6] nel 1984)
  - 1 argento (discesa libera[5] nel 1985)